# Морозенко Євген Сергійович
Євге́н Сергі́йович Морозе́нко (нар. 16 грудня 1991, Київ, Україна) — український футболіст, півзахисник клубу «Штурм» (Іванків).

## Спортивна біографія

### Ранні роки
Євген Морозенко народився 16 грудня 1991 року в Києві і є вихованцем київського «Динамо». У ДЮФЛУ, крім «біло-синіх» Морозенко грав за ФК «Відрадний».

### «Динамо-2»
Сезон 2007/2008 став першим у професійній кар'єрі Євгена. Він зіграв вісім ігор у молодіжній першості і шістнадцять у Першій лізі за «Динамо-2»). У другій динамівській команді Морозенко дебютував 29 лютого 2008 року у грі «Динамо-2» — ЦСКА (Київ), яка завершилася перемогою «біло-синіх» із рахунком 3:2.

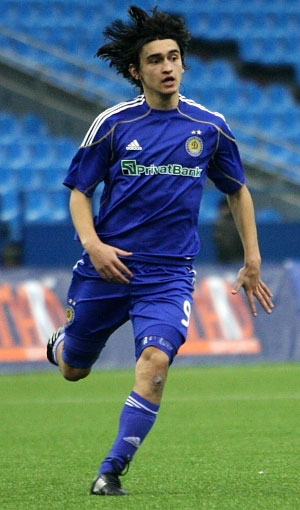
Євген Морозенко під час виступів за «Динамо» на товариському Кубку Співдружності. 20 січня 2010 року.

У наступних сезонах Євген став одним із основних гравців «Динамо-2». За п'ять сезонів у Першій лізі (з 2007/2008 по 2011/2012) Морозенко провів 110 ігор, у яких забив 12 м'ячів. Найуспішнішим і найпродуктивнішим для нього став сезон 2010/2011, у якому він зіграв більше всіх матчів за сезон у «Динамо-2» і забив найбільше м'ячів.
Тим не менш, до основного складу «Динамо» Морозенка тренери не запрошували. Взимку 2012 року інтерес до Євгена проявляла команда Прем'єр-ліги «Чорноморець», куди молодий півзахисник навіть їздив на перегляд, але отримав пошкодження і змушений був залишитись в Києві.

### «Слован»
Влітку 2012 року надійшла пропозиція пограти в оренді за ліберецький «Слован», який був чинним чемпіоном Чехії і готувався стартувати у кваліфікації Ліги чемпіонів. Морозенко погодився і разом з партнерами по команді Сергієм Люлькою та Артемом Бутеніним перейшов у чеський клуб.
Дебют у футболці «Слована» відбувся в матчі за Суперкубок Чехії проти «Сігми» (Оломоуць). Євген з'явився на полі «стадіону біли Ніши» за дев'ять хвилин до фінального свистка, замінивши одного з лідерів команди Їржі Штайнера. Незабаром Морозенко дебютував і в кваліфікації Ліги чемпіонів. У першому матчі третього раунду в гостях проти румунського «Клужа» він вийшов на заміну на 87-й хвилині, а «Слован» поступився з рахунком 0:1. Вилетівши з Ліги чемпіонів, «Слован» продовжив єврокубковий сезон у Лізі Європи, де його суперником був дніпропетровський «Дніпро». Морозенко дебютував і у цьому турнірі, вийшовши на поле на 83-й хвилині домашньої зустрічі.
Орендна угода була укладена на цілий сезон, проте, вже взимку Морозенко повернувся до Києва, відігравши за чеський клуб лише чотири матчі в чемпіонаті.

### Повернення до «Динамо-2» та «Говерла»
Повернувшись до «Динамо-2», Морозенко включився в боротьбу за збереження за другою динамівською командою місця у Першій лізі. У другій половині сезону 2012/13 Морозенко провів 12 матчів у календарній першості, а в матчах плей-оф за збереження місця в Першій лізі проти свердловського «Шахтаря» забив по одному в кожному матчі, допомігши клубу зберегти прописку в Першій лізі.
У липні 2013 року разом з одноклубниками Сергієм Люлькою та Віталієм Буяльським був відданий в оренду на сезон в ужгородську «Говерлу». Проте, на відміну від своїх партнерів, до основної команди не пробився, зігравши до кінця року лише в одній грі молодіжної першості, після чого повернувся до «Динамо-2», де провів ще півтора сезони.

### «Олександрія»
У липні 2015 року на правах вільного агента, разом з партнером по динамівському дублю Артемом Полярусом, підписав контракт з новачком Прем'єр-ліги «Олександрією», яку залишив 8 вересня того ж року.

### «Гурія»
У лютому 2016 року стало відомо, що Морозенко гратиме за грузинський клуб «Гурія» (Ланчхуті).

### «Верес»
У березні 2017 року підписав контракт з рівненським «Вересом».

### «Чорноморець» (Одеса)
8 лютого 2019 року ФК «Чорноморець» (Одеса) офіційно оголосив, що Євген Морозенко став новачком команди.

### «Лівий берег» (Київ)
З 2021 року — гравець клубу «Лівий берег» (Київ).

### «Штурм» (Іванків)
Влітку 2023 року став гравцем аматорського клубу «Штурм» (Іванків).

## Збірна
Має досвід виступів за юнацькі збірні України U-17 і U-19.

## Громадська позиція
У червні 2018 року взяв участь в акції на підтримку ув'язненого у Росії українського режисера Олега Сенцова